# Liste von Wappen mit Rautenkranz

Beispiel für eine typische Darstellung des Rautenkranzes: Er ist eine Zierleiste, die mit grünen Blättern besetzt und dem Kronensegment ähnlich ist

Die Liste der Wappen mit Rautenkranz enthält Kommunalwappen sowie weitere Wappen und Logos, in denen der Rautenkranz abgebildet ist.

## Der Rautenkranz in Wappen von Gebietskörperschaften und Verwaltungseinheiten
Legende zu den Spalten
- Status:
  - Bundesland = Land der Bundesrepublik Deutschland, der DDR bzw. ein Reichsstand des Heiligen Römischen Reiches
  - ehem. Gem. = ehemalige Gemeinde
  - ehem. RB = ehemaliger Regierungsbezirk
  - höherer KV = höherer Kommunalverband
  - ehem. LK = ehemaliger Landkreis
  - Ortsteil = Gemeindeteil/Stadtteil/Ortsteil und andere Verwaltungseinheiten unterhalb der Gemeindeebene
  - SG = Samtgemeinde
- Beschreibung:
  - Nur Angaben zu Abweichungen von der üblichen Abbildung bzw. Wikilinks auf eigenständige Wappenartikel

| Wappen | Räumliche Einheit                  | Toponym                                            | Bundesland / Kanton                | Land          | Beschreibung/Hinweis |
| ------ | ---------------------------------- | -------------------------------------------------- | ---------------------------------- | ------------- | --- |
|        | Staat                              | Liechtenstein                                      |                                    | Liechtenstein | Wappen Liechtensteins |
|        | Bundesland                         | Sachsen                                            | Sachsen                            | Deutschland   | Landeswappen Sachsen, identisch mit dem Fürstentum Sachsen-Coburg |
|        | Bundesland                         | Sachsen-Anhalt                                     | Sachsen-Anhalt                     | Deutschland   | Wappen Sachsen-Anhalts |
|        | Gliedstaat des Deutschen Reiches   | Anhalt                                             | Sachsen-Anhalt                     | Deutschland   | Beschreibung zum Wappen von Anhalt |
|        | Land                               | Sachsen-Anhalt                                     | Sachsen-Anhalt                     | Deutschland   | Wappen Sachsen-Anhalts 1948 bis 1952 |
|        | Reichsstand                        | Sachsen, Engern und Westfalen (Lauenburg)          | Niedersachsen/Schleswig-Holstein   | Deutschland   | Wappenform von 1507 bis 1671 in Gebrauch |
|        | ehem. Territorium                  | Königreich Sardinien                               |                                    | Italien       | 1239/1720–1861 |
|        | ehem. Territorium                  | Herzogtum Warschau                                 |                                    | Polen         | 1807–1815 |
|        | ehem. Territorium                  | Herzogtum Sachsen-Lauenburg                        | Schleswig-Holstein                 | Deutschland   | ca. 1260–1876 |
|        | ehem. Territorium                  | Herzogtum Sachsen-Weißenfels                       | Sachsen, Sachsen-Anhalt, Thüringen | Deutschland   | |
|        | Landkreis                          | Altenburger Land                                   | Thüringen                          | Deutschland   | |
|        | ehem. Landkreis                    | Ballenstedt (Landkreis) (1863–1950)                | Sachsen-Anhalt                     | Deutschland   | |
|        | Gemeinde                           | Basthorst, Herzogtum Lauenburg                     | Schleswig-Holstein                 | Deutschland   | goldener Schrägbalken, belegt mit einem grünen Rautenkranz |
|        | Stadt                              | Bad Belzig, Potsdam-Mittelmark                     | Brandenburg                        | Deutschland   | |
|        | Stadt                              | Bernburg (Saale), Salzlandkreis                    | Sachsen-Anhalt                     | Deutschland   | |
|        | Stadt                              | Bitterfeld, Anhalt-Bitterfeld                      | Sachsen-Anhalt                     | Deutschland   | |
|        | Gemeinde                           | Breitingen, Alb-Donau-Kreis                        | Baden-Württemberg                  | Deutschland   | |
|        | Gemeinde                           | Breitungen/Werra, Schmalkalden-Meiningen           | Thüringen                          | Deutschland   | |
|        | Gemeinde                           | Buchholz, Kreis Herzogtum Lauenburg                | Schleswig-Holstein                 | Deutschland   | liegender Rautenkranz |
|        | Gemeinde                           | Bülkau, Cuxhaven                                   | Niedersachsen                      | Deutschland   | |
|        | Landkreis                          | Coburg (Landkreis)                                 | Bayern                             | Deutschland   | |
|        | Stadt                              | Coswig (Anhalt), Wittenberg                        | Sachsen-Anhalt                     | Deutschland   | |
|        | Gemeinde                           | Dermbach, Wartburgkreis                            | Thüringen                          | Deutschland   | |
|        | Stadt                              | Dessau (ehem. Stadt)                               | Sachsen-Anhalt                     | Deutschland   | |
|        | Stadt                              | Dessau-Roßlau                                      | Sachsen-Anhalt                     | Deutschland   | |
|        | Landkreis                          | Greiz                                              | Thüringen                          | Deutschland   | |
|        | Stadt                              | Guben, Spree-Neiße                                 | Brandenburg                        | Deutschland   | Beschreibung |
|        | Samtgemeinde                       | Land Hadeln, Samtgde., Cuxhaven                    | Niedersachsen                      | Deutschland   | |
|        | ehem. Gem.                         | Harzgerode, Harz                                   | Sachsen-Anhalt                     | Deutschland   | „In Silber eine schwarz gefugte rote Burg mit offenem Tor und hochgezogenem schwarzen Fallgatter, die gezinnte Burgmauer besetzt mit drei Zinnentürmen mit je einer Fensteröffnung und golden beknauften blauen Spitzdächern, der breitere und höhere Mittelturm belegt mit einem schräg gestellten Schild, dieser gespalten, vorn in Silber ein halber roter Adler am Spalt, hinten neunfach Schwarz über Gold geteilt und mit schrägem grünen Rautenkranz belegt.“ |
|        | Landkreis                          | Haßberge (Landkreis)                               | Bayern                             | Deutschland   | |
|        | ehem. Landkreis (1950–1993)        | Herzberg                                           | Brandenburg                        | Deutschland   | |
|        | Gemeinde                           | Höchheim, Rhön-Grabfeld                            | Bayern                             | Deutschland   | |
|        | ehem. Landkreis (bis 1. Juli 1972) | Hofheim in Unterfranken                            | Bayern                             | Deutschland   | |
|        | Stadt                              | Kemberg, Wittenberg                                | Sachsen-Anhalt                     | Deutschland   | |
|        | Stadt                              | Lauenburg/Elbe, Herzogtum Lauenburg                | Schleswig-Holstein                 | Deutschland   | |
|        | Stadt                              | Marienberg, Erzgebirgskreis                        | Sachsen                            | Deutschland   | |
|        | Gemeinde                           | Meeder, Coburg                                     | Bayern                             | Deutschland   | liegender gebogener Rautenkranz |
|        | Gemeinde                           | Mustin (bei Ratzeburg), Herzogtum Lauenburg        | Schleswig-Holstein                 | Deutschland   | Schrägbalken mit Rauten |
|        | Gemeinde                           | Nersingen, Neu-Ulm                                 | Bayern                             | Deutschland   | schräger, goldener Rautenkranz |
|        | Gemeinde                           | Amt Neuhaus, Herzogtum Lauenburg                   | Niedersachsen                      | Deutschland   | |
|        | Stadt                              | Niemegk, Potsdam-Mittelmark                        | Brandenburg                        | Deutschland   | |
|        | Regierungsbezirk                   | Oberfranken (Bezirk)                               | Bayern                             | Deutschland   | |
|        | Gemeinde                           | Ostheim vor der Rhön, Rhön-Grabfeld                | Bayern                             | Deutschland   | schwarzer Löwe hält grünen Rautenkranz in den Pranken |
|        | Gemeindeteil                       | Oberelchingen, Neu-Ulm                             | Bayern                             | Deutschland   | |
|        | Gemeinde                           | Otterndorf, Cuxhaven                               | Niedersachsen                      | Deutschland   | |
|        | Gemeindeteil                       | Prödel, Jerichower Land                            | Sachsen-Anhalt                     | Deutschland   | Siebenmal geteilt von Silber über Rot; belegt mit grünem Rautenkranz und goldenem schräglinken Abtstab. |
|        | Gemeinde                           | Reitsch, Kronach                                   | Bayern                             | Deutschland   | |
|        | Landkreis                          | Saale-Holzland-Kreis                               | Thüringen                          | Deutschland   | |
|        | Landkreis                          | Saalfeld-Rudolstadt                                | Thüringen                          | Deutschland   | zwei Rautenkränze schrägrechts in Feld 2 und 3 |
|        | Landkreis                          | Schmalkalden-Meiningen                             | Thüringen                          | Deutschland   | |
|        | Stadt                              | Schneeberg, Erzgebirgskreis                        | Sachsen                            | Deutschland   | |
|        | Gemeinde                           | Schneckenlohe, Kronach                             | Bayern                             | Deutschland   | zwei rote Rautenkränze |
|        | ehem. Landkreis (1816–1950)        | Schweinitz                                         | Brandenburg                        | Deutschland   | |
|        | Landkreis                          | Sömmerda (Landkreis)                               | Thüringen                          | Deutschland   | |
|        | Gemeinde                           | Sondheim vor der Rhön, Rhön-Grabfeld               | Bayern                             | Deutschland   | |
|        | Landkreis                          | Sonneberg (Landkreis)                              | Thüringen                          | Deutschland   | |
|        | Gemeinde                           | Stockheim (Oberfranken), Kronach                   | Bayern                             | Deutschland   | |
|        | Gemeinde                           | Wentorf bei Hamburg, Herzogtum Lauenburg           | Schleswig-Holstein                 | Deutschland   | liegender Rautenkranz |
|        | Gemeinde                           | Wippingen, Alb-Donau-Kreis                         | Baden-Württemberg                  | Deutschland   | Rautenkranz in verwechselten Farben |
|        | Stadt                              | Lutherstadt Wittenberg                             | Sachsen-Anhalt                     | Deutschland   | |
|        | Stadt                              | Zerbst/Anhalt, Anhalt-Bitterfeld                   | Sachsen-Anhalt                     | Deutschland   | |
|        | Stadt                              | Chrzanów                                           | Woiwodschaft Kleinpolen            | Polen         | |
|        | Stadt                              | Blumenau                                           | Região Sul                         | Brasilien     | |
|        | Stadt                              | Cuneo                                              | Piemont                            | Italien       | |
|        | Militärische Einheit               | Panzergrenadierbrigade 37 (Frankenberg in Sachsen) | Bundeswehr                         | Deutschland   | |